# Chlorops discordatus
Chlorops discordatus är en tvåvingeart som beskrevs av Becker 1913. Chlorops discordatus ingår i släktet Chlorops och familjen fritflugor. Inga underarter finns listade i Catalogue of Life.